# Ribonukleotide
Ribonukleotide sind die Bausteine der Ribonukleinsäure (RNA). Zusammen mit den Desoxyribonukleotiden gehören sie zu den Nukleotiden. Ribonukleotide bestehen aus einem Nukleosid, in dem der Zucker D-Ribose mit einer der Nukleobasen – wie den Purin-Basen Adenin (A) und Guanin (G) oder den Pyrimidin-Basen Cytosin (C), Uracil (U) und selten Thymin (T) – verknüpft ist, sowie einem Phosphatrest.

## Monophosphate
In der Lebensmittelindustrie werden Mischungen von Ribonukleotiden mit einer Phosphatgruppe (Nukleosidmonophosphate, NMP) als Geschmacksverstärker verwendet und als Calcium-5′-ribonucleotid (E 634), Dinatrium-5′-ribonucleotid (E 635) deklariert:

Adenosinmonophosphat (AMP)
Guanosinmonophosphat (GMP)
Cytidinmonophosphat (CMP)
Uridinmonophosphat (UMP)

## Diphosphate
Die natürlichen Nukleosiddiphosphate (NDP) sind:

Adenosindiphosphat (ADP)
Guanosindiphosphat (GDP)
Cytidindiphosphat (CDP)
Uridindiphosphat (UDP)

## Triphosphate
Die natürlichen Nukleosidtriphosphate (NTP) sind:

Adenosintriphosphat (ATP)
Guanosintriphosphat (GTP)
Cytidintriphosphat (CTP)
Uridintriphosphat (UTP)

## Vorkommen

### Ribonuklotidmonophosphate in Lebensmitteln
| Lebensmittel tierischen Ursprungs | IMP Massenanteil in % | GMP Massenanteil in % | AMP Massenanteil in % |
| --------------------------------- | --------------------- | --------------------- | --------------------- |
| Rindfleisch                       | 0,070                 | 0,004                 | 0,008                 |
| Schweinefleisch                   | 0,200                 | 0,002                 | 0,009                 |
| Hühnerfleisch                     | 0,201                 | 0,005                 | 0,013                 |
| Muttermilch                       | 0,0003                | unbekannt             | unbekannt             |
| Kalmar                            | unbekannt             | unbekannt             | 0,184                 |
| Thunfisch                         | 0,286                 | unbekannt             | 0,006                 |
| Lachs                             | 0,154                 | Spuren                | 0,006                 |
| Kabeljau                          | 0,044                 | unbekannt             | 0,023                 |
| Makrele                           | 0,215                 | Spuren                | 0,006                 |
| Jakobsmuschel                     | unbekannt             | unbekannt             | 0,172                 |
| Hummer                            | Spuren                | Spuren                | 0,082                 |
| Garnele                           | 0,092                 | Spuren                | 0,087                 |
| Krabbe                            | 0,005                 | 0,005                 | 0,032                 |
| Anchovi                           | 0,300                 | 0,005                 | unbekannt             |
| Sardine                           | 0,193                 | unbekannt             | 0,006                 |
| Seeigel                           | 0,002                 | 0,002                 | 0,010                 |

| Lebensmittel pflanzlichen oder pilzigen Ursprungs | IMP Massenanteil in % | GMP Massenanteil in % | AMP Massenanteil in % |
| ------------------------------------------------- | --------------------- | --------------------- | --------------------- |
| Tomate                                            | unbekannt             | unbekannt             | 0,021                 |
| Tomate, getrocknet                                | Spuren                | 0,010                 | unbekannt             |
| Kartoffel, gekocht                                | Spuren                | 0,002                 | 0,004                 |
| Erbse                                             | unbekannt             | unbekannt             | 0,002                 |
| Spargel, grün                                     | Spuren                | Spuren                | 0,004                 |
| Nori                                              | 0,009                 | 0,005                 | 0,052                 |
| Shiitake, getrocknet                              | unbekannt             | 0,150                 | unbekannt             |
| Steinpilz, getrocknet                             | unbekannt             | 0,010                 | unbekannt             |
| Austernpilz, getrocknet                           | unbekannt             | 0,010                 | unbekannt             |
| Morchel, getrocknet                               | unbekannt             | 0,040                 | unbekannt             |
| Enoki                                             | unbekannt             | 0,022                 | unbekannt             |